# Cette-Eygun
Cette-Eygun – miejscowość i gmina we Francji, w regionie Nowa Akwitania, w departamencie Pireneje Atlantyckie.
Według danych na rok 1990 gminę zamieszkiwało 89 osób, a gęstość zaludnienia wynosiła 5 osób/km² (wśród 2290 gmin Akwitanii Cette-Eygun plasuje się na 1087. miejscu pod względem liczby ludności, natomiast pod względem powierzchni na miejscu 622.).